# Bahía de Feodosia
Bahía de Feodosia (en ruso: Феодосийский залив, en ucraniano: Феодосійська затока, en tártaro de Crimea: Kefe körfezi, Кефе корьфези), es una bahía de Ucrania en el mar Negro situada en la costa sureste de la península de Crimea. Está situada en la ciudad de Feodosia, en la península de Crimea. La bahía va desde el cabo San Elíasel, al oeste, y termina en el cabo Chauda, al este.
La aguas costeras en invierno rondan los 4-7 °C, en los inviernos severos durante un par de días la temperatura se puede ser reducida hasta los -1 °C haciendo que la costa de la bahía se conjele. 
La bahía de Feodosia tiene un fondo plano y liso, con profundidades entre los 20-28 metros. Además en la parte occidental de la bahía está situado el Puerto de Feodosia en la homónima ciudad de Feodosia.